# Patricio Ormazábal
Luis Patricio Ormazábal Mozó est un footballeur chilien né le 12 février 1979 à Curicó. Il évoluait au poste de milieu de terrain.

## Biographie

### En club
Patricio Ormazábal joue au Chili, en Argentine et au Mexique. Il évolue notamment pendant près de 10 saisons avec l'Universidad Católica. Il remporte avec ce club deux titres de champion du Chili.
Il dispute au cours de sa carrière un total de 400 matchs en championnat, inscrivant 19 buts. Il joue également 35 matchs en Copa Libertadores et 10 matchs en Copa Sudamericana. Il inscrit un but en Copa Libertadores, le 28 mars 2003, contre le Sporting Cristal. Il est quart de finaliste de la Copa Sudamericana en 2004, en étant battu par le Club Bolívar.

### En équipe nationale
Il est médaillé de bronze lors des Jeux olympiques d'été de 2000. Il joue six matchs lors du tournoi olympique organisé en Australie.
International chilien, il reçoit sept sélections en équipe nationale de 2000 à 2003. Il dispute trois matchs rentrant dans le cadre des éliminatoires du mondial 2002 et deux lors des éliminatoires du mondial 2006.

### Reconversion
Il dirige brièvement les joueurs de l'Universidad Católica en fin d'année 2014.

## Carrière
- 1997-2003 :  Universidad Católica
- 2003-2004 :  San Lorenzo
- 2004 :  Arsenal de Sarandi
- 2005-2006 :  Universidad de Chile
- 2005 :  Dorados de Sinaloa (prêté par Universidad de Chile)
- 2007-2008 :  Universidad Católica
- 2008-2009 :  CD Huachipato
- 2011-2012 :  Curicó Unido

## Palmarès
Avec Universidad Católica :
- Vainqueur du Tournoi d'ouverture du championnat du Chili en 1997 et 2002

Avec le Chili :
- Médaille de bronze aux Jeux olympiques d'été de 2000